# Jean-Ernest de Saxe-Eisenach
Pour les articles homonymes, voir Jean-Ernest.

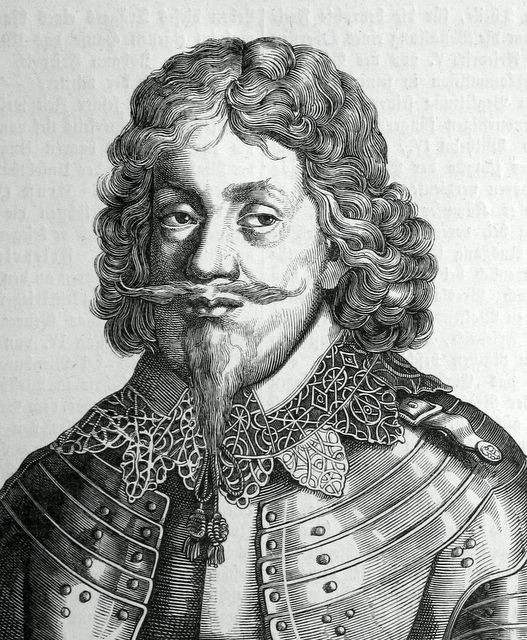
Jean-Ernest de Saxe-Eisenach

Jean-Ernest de Saxe-Eisenach, né à Gotha le 9 juillet 1566, décédé le 23 octobre 1638 à Eisenach.

## Biographie
En 1566, les cinq États saxons furent partagés en deux administrations, Weimar et Cobourg, en 1567 sous la seule administration de Jean-Guillaume de Saxe-Weimar, celui-ci prit le territoire de Weimar, Cobourg et Eisenach échurent à ses deux neveux, Jean-Casimir de Saxe-Weimar-Cobourg et Jean-Ernest de Saxe-Eisenach.[pas clair]
Jean-Ernest de Saxe-Eisenach fut le fondateur de la lignée des Saxe-Eisenach éteinte en 1638. Il appartint donc à la lignée des Saxe-Eisenach issue de la branche Ernestine, elle-même issue de la première branche de la Maison de Wettin.
Fils de Jean-Frédéric II de Saxe et d'Élisabeth du Palatinat.
Jean-Ernest de Saxe-Eisenach épousa en 1591 Élisabeth de Mansfeld-Hinterort (1565-1596), veuf il épousa en 1598 Christine de Hesse-Cassel (1578-1658) (en).
Un enfant est né de cette union (mort très jeune).